# Wellendichtring
Wellendichtringe (WDR) sind Dichtungen, die verwendet werden, um Maschinengehäuse an austretenden Elementen (meist Wellen oder Schubstangen) gegen die Umgebung abzudichten.

## Radial-Wellendichtring

### Allgemein

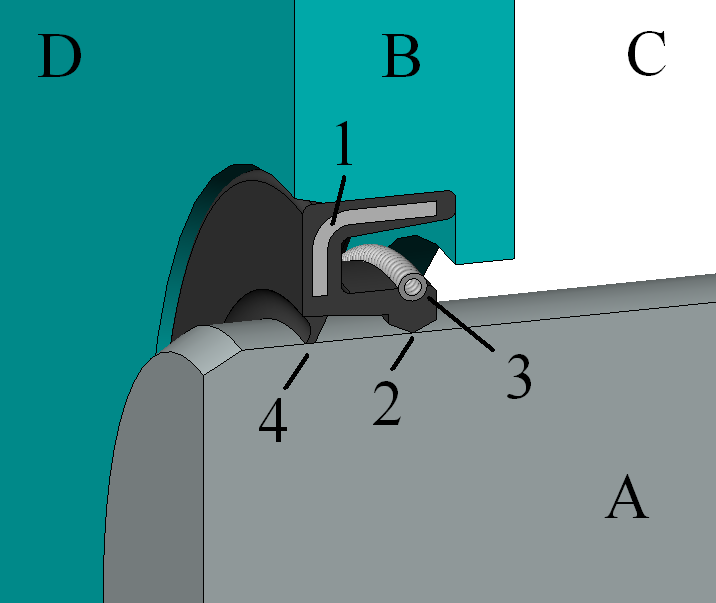
Eingebauter Radial-Wellendichtring nach DIN 3760 (geschnitten)
A: Welle
B: Gehäuse
C: Flüssigkeitsseite (bzw. Druckseite)
D: Luftseite
1: Metallring
2: Dichtlippe
3: Schlauchfeder
4: Staublippe (optional)

Radial-Wellendichtringe (RWDR) werden mit festem Sitz im Gehäuse oder Gehäusedeckel eingebaut. Ihre Dichtlippe läuft auf der Oberfläche der sich drehenden Welle und wird meist von einer Schlauchfeder (Wurmfeder) radial auf die Wellenoberfläche gedrückt. Um Verschleiß an der Gummilippe zu vermindern und die Dichtwirkung zu gewährleisten, werden hohe Anforderungen an die Beschaffenheit der Wellenoberfläche gestellt; oft wird deshalb die Welle im Bereich der Dichtungslauffläche drallfrei geschliffen. Neuere Bauformen der RWDR haben mitunter keine Wurmfeder mehr (Membranwellendichtringe) oder verfügen über eine PTFE-Dichtlippe.
Die Bezeichnung/Bemaßung wird wie folgt angegeben:
Kennbuchstabe Innendurchmesser × Außendurchmesser × Tiefe/Breite
Kennbuchstaben sind u. a.:
- A für gummierte WDR (d. h. mit Elastomer-Außenmantel)
- B für WDR mit offenem Metallgehäuse
- C für WDR mit geschlossenem Metallgehäuse.

Je nach Ausführung und Hersteller können die Kennbuchstaben erweitert werden, z. B.
- AS/BS mit Staublippe
- WAS/WBS mit weiterer Staublippe.

Beispiel: Wellendichtring DIN 3760-AS90x110x10-NBR ist ein WDR nach DIN 3760, Form A mit Staublippe, Innendurchmesser 90, Außendurchmesser 110 und Breite 10 mm aus dem Werkstoff NBR.
Bei Druckunterschieden zwischen den durch die Dichtung getrennten Bereichen sollte die offene Seite des Dichtrings dem Bereich mit höherem Druck zugewandt sein. Die Dichtlippe wird dann durch den Druckunterschied an die Welle gedrückt. Im umgedrehten Fall kann die Dichtlippe gegen die Federkraft von der Welle weggedrückt werden; die Dichtwirkung geht dann verloren.
Die gebräuchlichsten Radial-Wellendichtringe sind in Deutschland in der DIN-Norm DIN 3760 genormt.
Entgegen ihrem ursprünglichen Einsatzzweck verwendet man RWDR auch als Gabeldichtring bei Motorrädern, um Austreten von Öl und Luft zwischen den Stand- und Tauchrohren zu verhindern und damit die Funktion des in der Gabel integrierten Dämpfers sicherzustellen. Beim Ein- und Ausfedern bewegen sich die Dichtungen hier axial über die (meist verchromten und polierten) Tauchrohre.

### Materialauswahl für Radial-Wellendichtringe
Die Wahl des Werkstoffs für Radial-Wellendichtringe ist abhängig von diversen Betriebsbedingungen, einschließlich Temperatur, Druck, Drehgeschwindigkeit und umgebenden Medien. Einige gängige Materialien umfassen Nitril-Butadien-Kautschuk (NBR), Hydrierter Nitril-Butadien-Kautschuk (H-NBR), Fluorkautschuk (FPM/FKM), und Polytetrafluorethylen (PTFE).
NBR ist üblicherweise für Dichtungen in Getrieben, Achsen und Hydrauliksystemen im Einsatz, während H-NBR oft in hydraulischen Lenkungen und Klimaanlagen verwendet wird. FPM/FKM wird bevorzugt bei Anwendungen mit erhöhten Anforderungen an chemische Beständigkeit und hohe thermische Belastungen eingesetzt. PTFE findet seine Verwendung bei Dichtungen von Kurbelwellen, in Getrieben und für hydrostatische Antriebe.
Die korrekte Auswahl der Bauform und fachgerechte Montage sind entscheidend für die Haltbarkeit eines Radial-Wellendichtrings.

### Simmerring

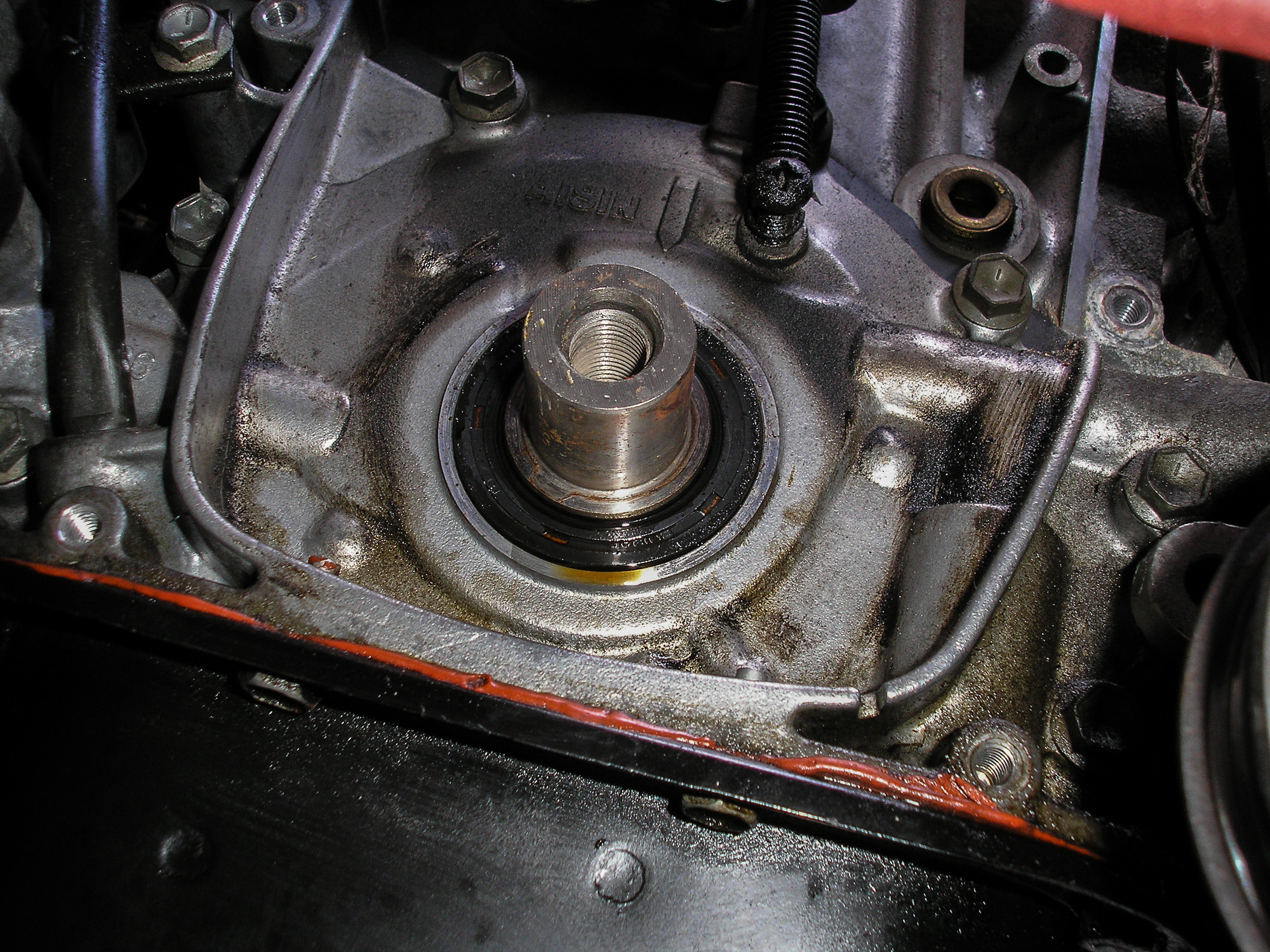
Der verschlissene Radial-Wellendichtring einer Kurbelwelle

Oft wird ein Radial-Wellendichtring umgangssprachlich auch als „Simmerring“ bezeichnet. Diese Produktbezeichnung sowie „Simmer-Ring“ sind eingetragene Warenzeichen von Freudenberg Sealing Technologies.
„Simmerring“ ist abgeleitet vom Namen seines Entwicklers, des damals bei Freudenberg tätigen österreichischen Ingenieurs (später Professor) Walther Simmer. Er entwickelte dieses zunächst aus Leder und Metall hergestellte Bauteil 1929 in Kufstein.

## Axial-Wellendichtring

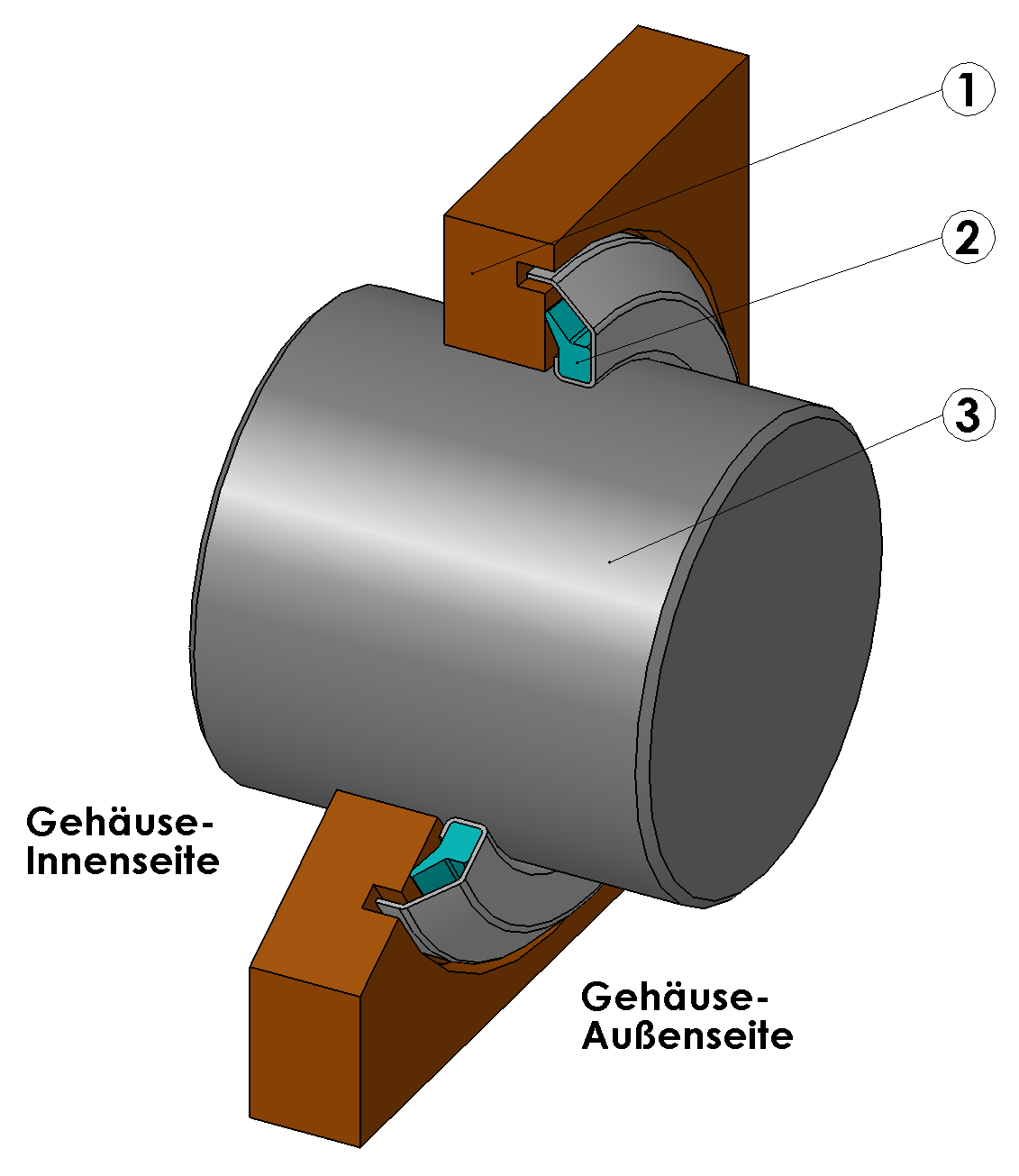
Eingebauter Gammaring (geschnitten)
1: Gehäusewand
2: Gammaring
3: Welle

Axialwellendichtringe werden verwendet, um untergeordnete Dichtaufgaben zu erfüllen, z. B. Staub- oder Spritzwasserschutz. Im Gegensatz zu den RWDR dichtet hier die Dichtlippe nicht auf der Welle, sondern üblicherweise an einem Gehäuseteil in axialer Richtung.
Die verbreitetsten Bauformen sind der V-Ring und der Gammaring, welcher zusätzlich noch eine Labyrinthfunktion ausübt.
Häufig werden Axialwellendichtringe als Sekundärdichtung von RWDR eingesetzt, wenn eine außergewöhnliche Schmutzbelastung zu erwarten ist. Beispiele sind Anwendungen bei Baumaschinen oder der Eisenbahn. Interessant ist das Verhalten des V-Ringes bei hohen Drehzahlen: die Dichtlippe hebt ab, und die Dichtung funktioniert dann als Schleuderring. Somit tritt keine Verlustleistung mehr auf.